# 孔斯山
孔斯山（英語：Mount Koons），是南極洲的山峰，位於維多利亞地的彭內爾海岸，屬於奧特巴克冰原島峰的一部分，美國地質調查局根據測量和美國海軍拍攝的空中照片繪入地圖，現時由南極條約體系管理。